# Ден Патрік (політик)
Ден Гьоб Патрік (англ. Dan Goeb Patrick; нар. 4 квітня 1950, Балтимор, Меріленд) — американський політик-республіканець, 42-й віце-губернатор штату Техас.

## Біографія
Ден Патрік (ім'я при народженні — Денні Скотт Гьоб, Dannie Scott Goeb) народився 4 квітня 1950 року у Балтиморі (Меріленд). Закінчивши Університет Меріленду в окрузі Балтимор, отримав ступінь бакалавра мистецтв (B.A.).
Після цього він працював на телебаченні у Скрентон (Пенсільванія) і Вашингтоні (округ Колумбія), а у 1979 році переїхав до Х'юстона (Техас), де став працювати спортивним коментатором на телеканалі  KHOU.
У 80-х роках Ден Патрік був співвласником мережі спорт-барів у Х'юстоні, але фінансові справи у компанії йшли погано, і у 1986 році він оголосив себе банкрутом. Сам він так описував причину цієї невдачі: «Урок № 1: Не встрявай у бізнес, про який ти нічого не знаєш. І № 2: Не починай займатися бізнесом, коли нафта збирається впасти з 32 до 10 доларів за барель. Безліч людей потерпіло крах у 80-х, і я був в їх числі.»
Згодом працював на радіо, вів передачу The Baker and Patrick Show на радіостанції KVCE.
У 2006 році він був обраний до Сенату Техасу від 7-го виборчого округу і працював сенатором у 2007–2015 роках.
У листопаді 2014 Ден Патрік переміг на виборах віце-губернатора Техасу. Змінив Девіда Дьюхерст на посаді віце-губернатора 20 січня 2015.